# 西湖村 (太平镇)
西湖村是中华人民共和国广东省广州市从化区太平镇所辖的一个行政村。村委会设在西湖，位于神岗圩西面约4千米。1961年人民公社化时成立西湖大队，因驻在西湖而得名。1983年12月并入大坳乡，1987年1月分出，复称西湖村。辖1条自然村（西湖）。1998年时，全村共有178户，人口792人。